# Giuseppe Jona
Giuseppe Jona (Venezia, 28 ottobre 1866 – Venezia, 17 settembre 1943) è stato un medico italiano.

## Biografia
Giuseppe Jona nacque a Venezia il 28 ottobre 1866 da una famiglia ebraica. Quarto di cinque fratelli, studiò al liceo Marco Foscarini e si iscrisse alla facoltà di medicina dell'Università di Padova, dove ebbe come maestri Luigi Paganuzzi, Achille De Giovanni e Augusto Bonome. Si laureò con il massimo dei voti nel 1892 e rimase presso l'Istituto di Anatomia Patologica diretto dal Bonome.
Nel 1895, iniziò la sua collaborazione all'Ospedale Civile di Venezia con Luigi Paganuzzi, che dal 1871 aveva ricoperto il posto di dissettore anatomico, passando poi, nel 1882, a dirigere il reparto di medicina II.
Alla morte di Paganuzzi (1901), Jona lo sostituì alla guida interinale della divisione e la direzione dell'Ospedale Civile gli affidò anche il Gabinetto Batteriologico. In questo duplice ruolo il giovane medico seppe aggregare intorno a sé un attivo gruppo di studiosi e alimentò il dibattito scientifico con molteplici pubblicazioni specialistiche. Nel 1901 ottenne all'Università di Padova la libera docenza e l'anno seguente vinse il concorso per il posto di primario dell'Ospedale Civile di Grosseto. Pochi mesi dopo fu tuttavia richiamato a Venezia al Santi Giovanni e Paolo per ricoprire il ruolo di primario dissettore lasciato dal Cavagnis; nel 1905 vinse il concorso che lo confermò in quel posto.
Fra il 1906 e il 1912 egli riuscì a trasformare la sala anatomica veneziana nell'Istituto Anatomo-Patologico dell'Ospedale Civile. Nel 1911, vinse il concorso a primario della divisione medica II.
Nel 1917, nei giorni che seguirono la battaglia di Caporetto, offrì la sua opera all'autorità militare in qualità di ispettore malariologo e consulente medico-legale di tutti gli ospedali militari. Si distinse come membro del Comitato di Assistenza Civile tanto che il Ministero dell'Interno lo riconobbe "patriota entusiasta di fede incrollabile" che aveva dato "tutta la sua opera infaticabile di cittadino alla patria. Vero esempio di attività e di altissimo valore civile".
Tra 1921 al 1925 fu il ventisettesimo presidente dell'Ateneo Veneto, istituto nel quale era entrato a far parte fin dal 1901. Come presidente, avvalendosi della collaborazione di Giulio Lorenzetti, potenziò la diffusione della cultura e incrementò la biblioteca circolante. Promosse inoltre con gruppi di soci dell'Ateneo la conoscenza e l'approfondimento di temi veneziani di primaria importanza come le comunicazioni fra la città e la Terraferma, il problema del porto e del suo entroterra, la valorizzazione degli istituti cittadini di alta cultura, la formazione professionale e la situazione delle case popolari. Egli cercò di favorire lo sviluppo di due istituti scientifici legati alla tradizione e alla specificità veneziane: la stazione idrobiologica del Lido, che avrebbe dovuto collocarsi accanto alla già esistente stazione talassografica, e l'istituto di anatomia patologica dell'Ospedale Civile.
Nel 1931, in occasione del venticinquesimo anno del suo primariato, gli allievi gli dedicarono una pubblicazione celebrativa. Dal 1933 fu socio dell'Istituto Veneto di Scienze, Lettere ed Arti.
Nel 1936 dopo quarant'anni di servizio, Jona si congedò dai suoi allievi. In pensione per i sopraggiunti limiti di età, l'anziano maestro evitò l'umiliazione di essere cacciato dal suo ospedale in seguito alle leggi razziali fasciste del 1938, ma perse la libera docenza e fu radiato dall'Istituto Veneto di Scienze, Lettere ed Arti e dall'Ateneo Veneto. Nel 1940 fu depennato dall'Albo dei Medici come gli altri suoi correligionari e fu privato della sua professione.
Il 16 giugno 1940, anche se non era ebreo praticante, egli assunse il compito di guidare la comunità israelitica. Anche dopo l'8 settembre 1943 scelse di rimanere a Venezia come riferimento per chi non voleva o non poteva fuggire. Di fronte alla richiesta delle autorità tedesche di consegnare una lista aggiornata degli ebrei rimasti in città e al timore che potessero costringerlo a collaborare, Jona il 14 settembre redasse accurato testamento, lasciando gran parte dei suoi beni ad opere sociali e caritatevoli, e tre giorni dopo pose termine alla sua vita, dopo aver distrutto ogni documento in suo possesso che potesse rivelare l'identità e il domicilio degli ebrei veneziani. Il suo atto ostacolò l'attuazione dei piani di deportazione e lanciò un segnale preciso alla comunità circa la drammaticità della situazione.
Giuseppe Jona è ricordato oggi in una targa del Campo del Ghetto di Venezia come "maestro di rettitudine e bontà" per aver aiutato la comunità ebraica "nell'ora tristissima della persecuzione", offrendo "i tesori dell'anima sua grande".
A lui è dedicato il padiglione "Giuseppe Jona" dell'Ospedale Civile di Venezia.